# Ведомости Съезда народных депутатов Российской Федерации и Верховного Совета Российской Федерации
Ведомости Съезда народных депутатов Российской Федерации и Верховного Совета Российской Федерации (до февраля 1992 года — РСФСР) — еженедельный бюллетень, предназначенный для официального опубликования законов, актов Съезда народных депутатов, Верховного Совета, Президиума Верховного Совета, отдельных распоряжений Председателя Верховного Совета и его заместителей, издававшийся с 7 июня 1990 по 16 сентября 1993 года (№ 1—30, 1990; 1—52, 1991; 1—52, 1992; 1—37, 1993). ISSN 0868-4944.
Прежде — с 22 октября 1957 г. по 31 мая 1990 г. — выходил под названием «Ведомости Верховного Совета РСФСР» (ISSN 0320-7935).
С момента появления должности Президента РСФСР (10 июля 1991 года) до конца декабря 1992 года публиковал также указы и распоряжения Президента. С июля 1992 года президентские акты публиковались параллельно в новосозданном Собрании актов Президента и Правительства Российской Федерации.
После издания президентом Ельциным указа № 1400 о роспуске Съезда народных депутатов и Верховного Совета (21 сентября 1993 г.) издание «Ведомостей…» было прервано, номера 35, 36 и 37 (за 2, 9 и 16 сентября) подписчикам не доставлялись, хотя имеются в некоторых библиотеках Москвы и Петербурга.
Полная подборка содержимого номеров «Ведомостей…» за 1992—1993 годы в формате Plain text находится на сайте http://www.szrf.ru
Кроме того, в 2013 году редакцией сайта Политика выпущены реконструированные номера 38 (с парламентскими актами, принятыми до 20:00 21 сентября 1993 года) и 39 (с актами осаждённого парламента и и. о. Президента А. Руцкого) за 1993 год — http://politika.su/1993/